# Географія Брунею
Бруней — південносхідноазійська країна, що знаходиться у південно-західній частині острова Калімантан . Загальна площа країни 5 765 км² (173-тє місце у світі), з яких на суходіл припадає 5 265 км², а на поверхню внутрішніх вод — 500 км². Площа країни приблизно вдвічі менша за площу Чернівецької області України. 

## Назва
Офіційна назва — Бруней-Даруссалам, Бруней (малай. Negara Brunei Darussalam, Brunei — Держава Бруней — Будівля миру). Назва країни Бурні, Барунай, відома з XVI століття, імовірно, походить з гінді, видозмінене під випливом санскриту «бхурні» — землі або країна. Крім того, назва можливо була отримана від малайського вигуку радості першого легендарного султана Мухаммада Шаха «Бару нах!», що означає ось воно, або саме те, що треба. Під впливом санскритського слова «варунаї» країну називають Барунаї.

## Географічне положення
Бруней — південносхідноазійська країна, що складається з двох напіванклавів, межує лише з однією державою: на сході й півдні — з Малайзією (спільний кордон — 266 км). Малайський штат Саравак повністю оточує країну і розділяє її 30-км відрізком на дві частини, залишаючи тільки берегову лінію на півночі. Загальна довжина державного кордону — 266 км. Бруней омивається на заході й півночі водами Південнокитайського моря Тихого океану. Загальна довжина морського узбережжя 161 км.

Карта Брунею від ООН (англ.)Карта Брунею від ООН (англ.)
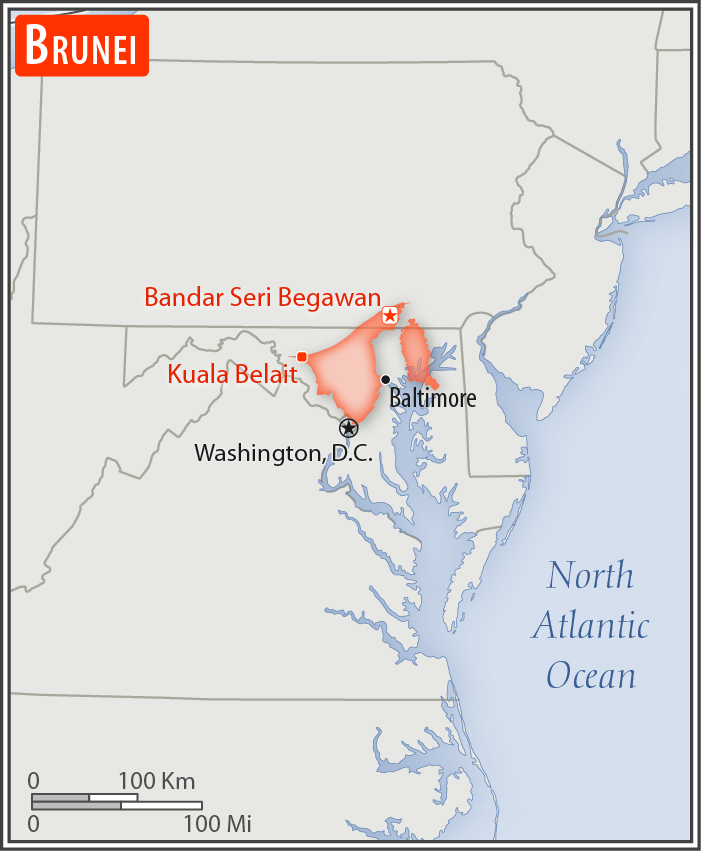
Порівняння розмірів території Брунею та США
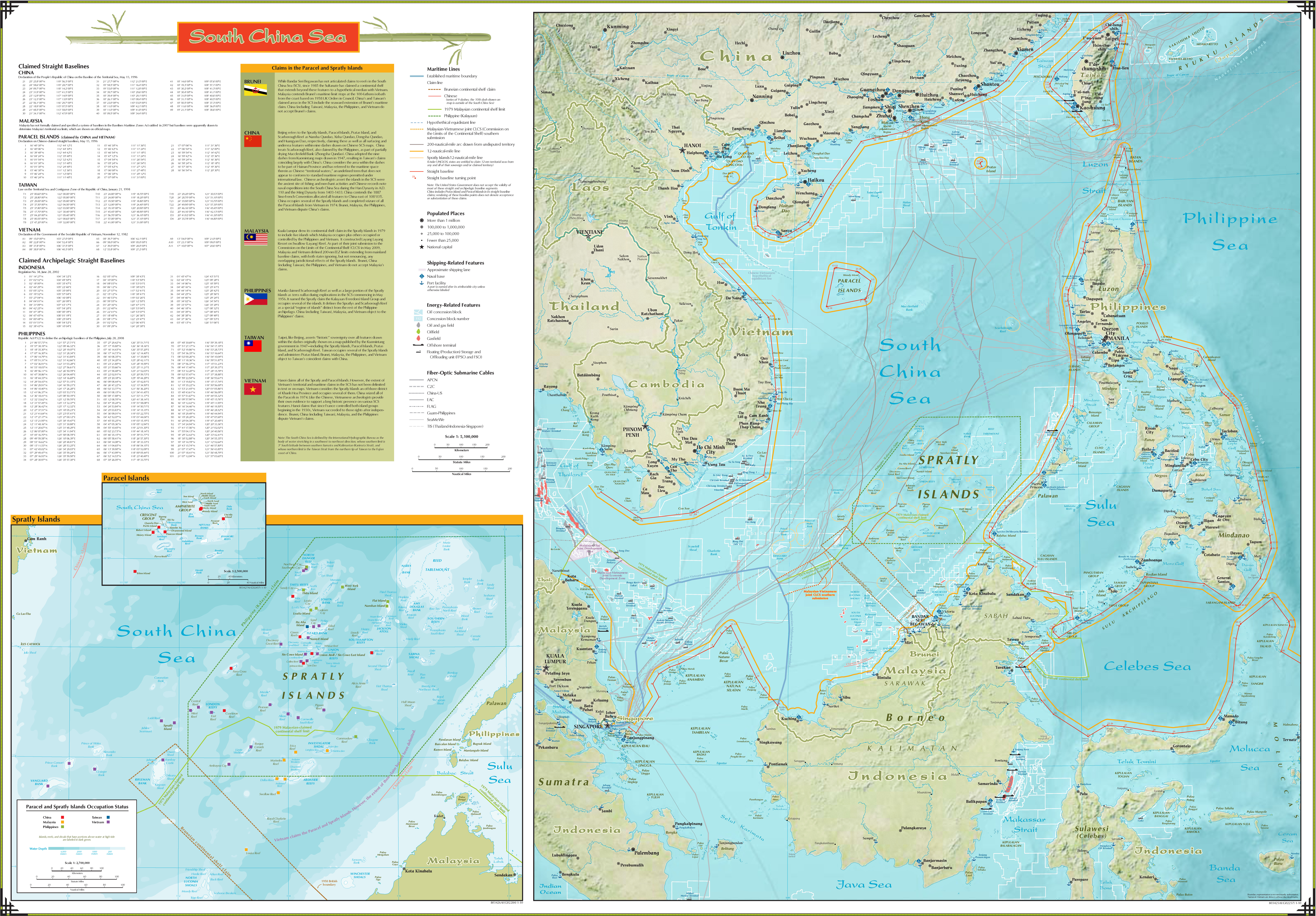
Територіальні претензії країн у Південнокитайському морі

Згідно з Конвенцією Організації Об'єднаних Націй з морського права (UNCLOS) 1982 року, протяжність територіальних вод країни встановлено в 12 морських миль (22,2 км). Виключна економічна зона встановлена на відстань 200 морських миль (370,4 км) від узбережжя, або серединних ліній.

### Час
Час у Брунеї: UTC+8 (+6 годин різниці часу з Києвом).

## Геологія

### Корисні копалини
Надра Брунею багаті на ряд корисних копалин: нафту, природний газ.

## Рельєф
Рельєф країни низинний, за винятком південних районів, де рельєф гористий. Середні висоти — 478 м; найнижча точка — рівень вод Південнокитайського моря (0 м); найвища точка — гора Букіт-Пагон (1850 м).

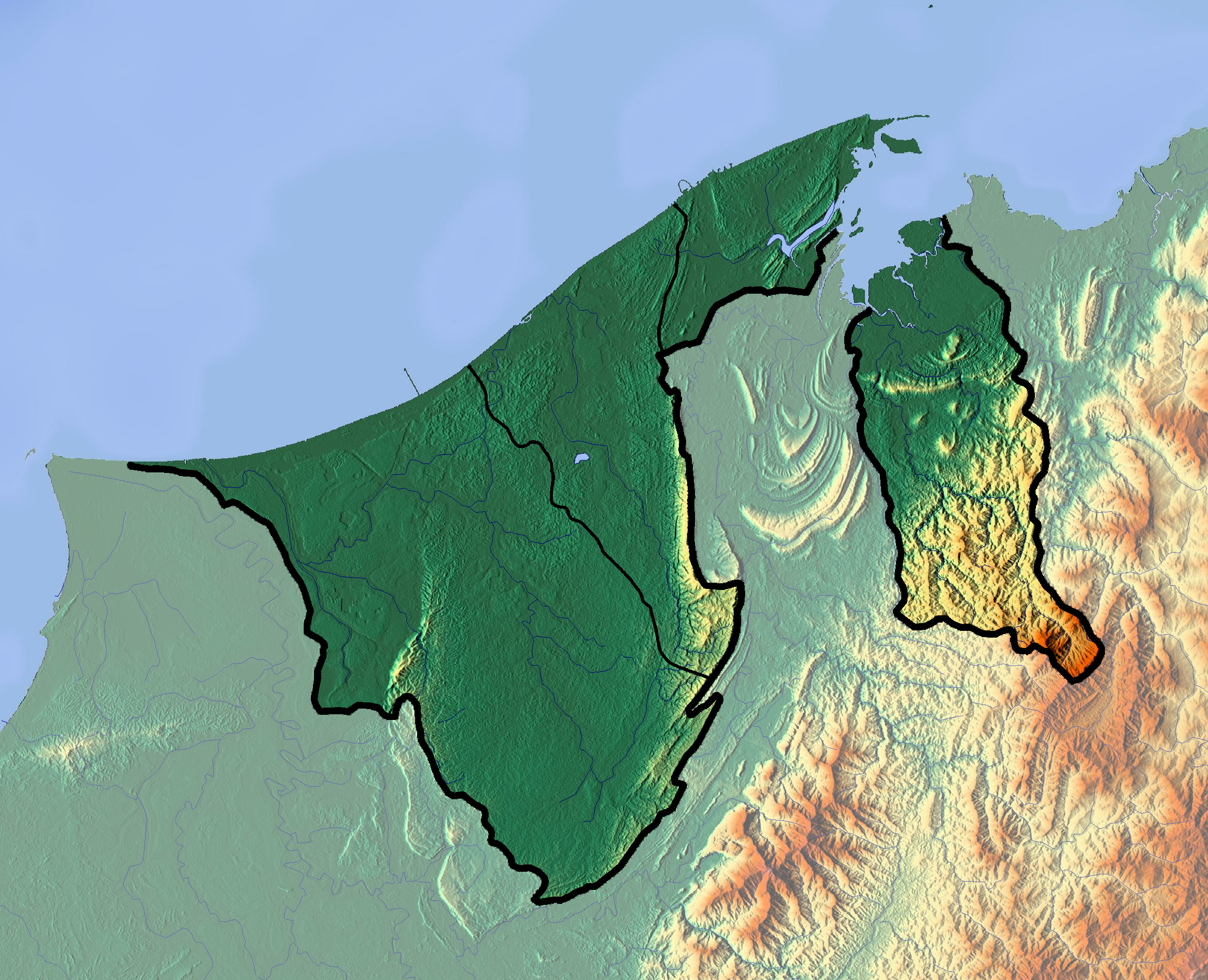
Рельєф Брунею
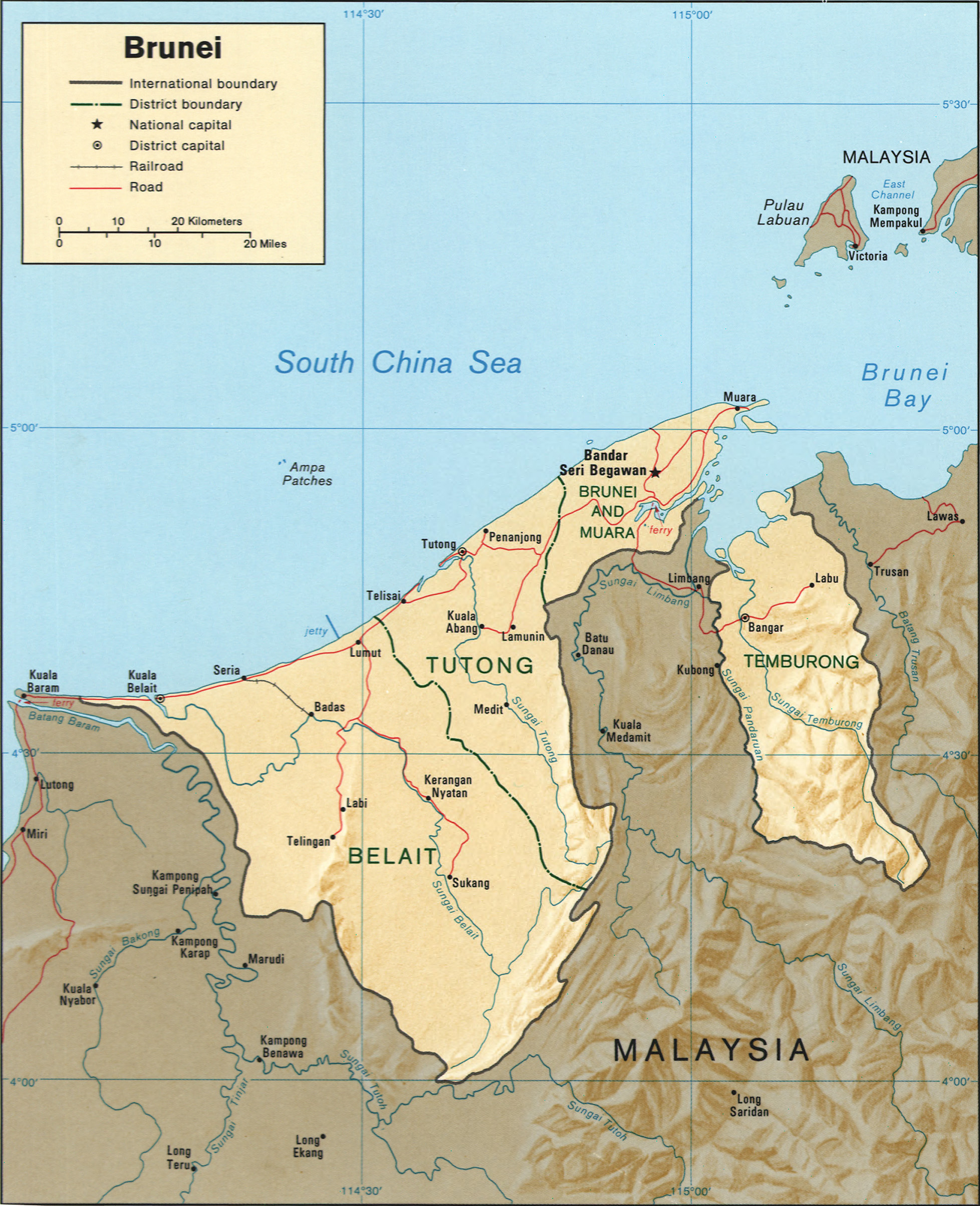
Рельєф Брунею
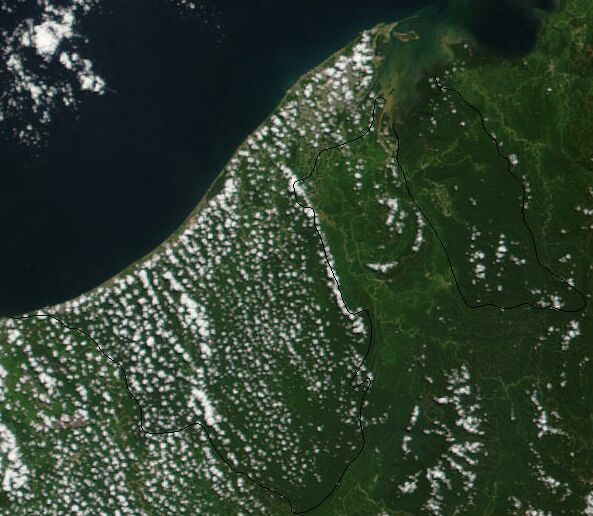
Супутниковий знімок поверхні країни
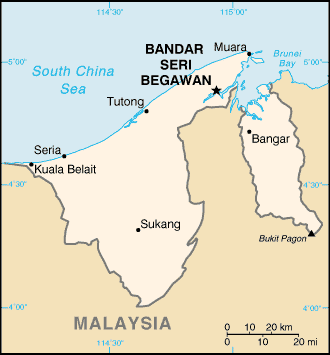
Карта країни (англ.)

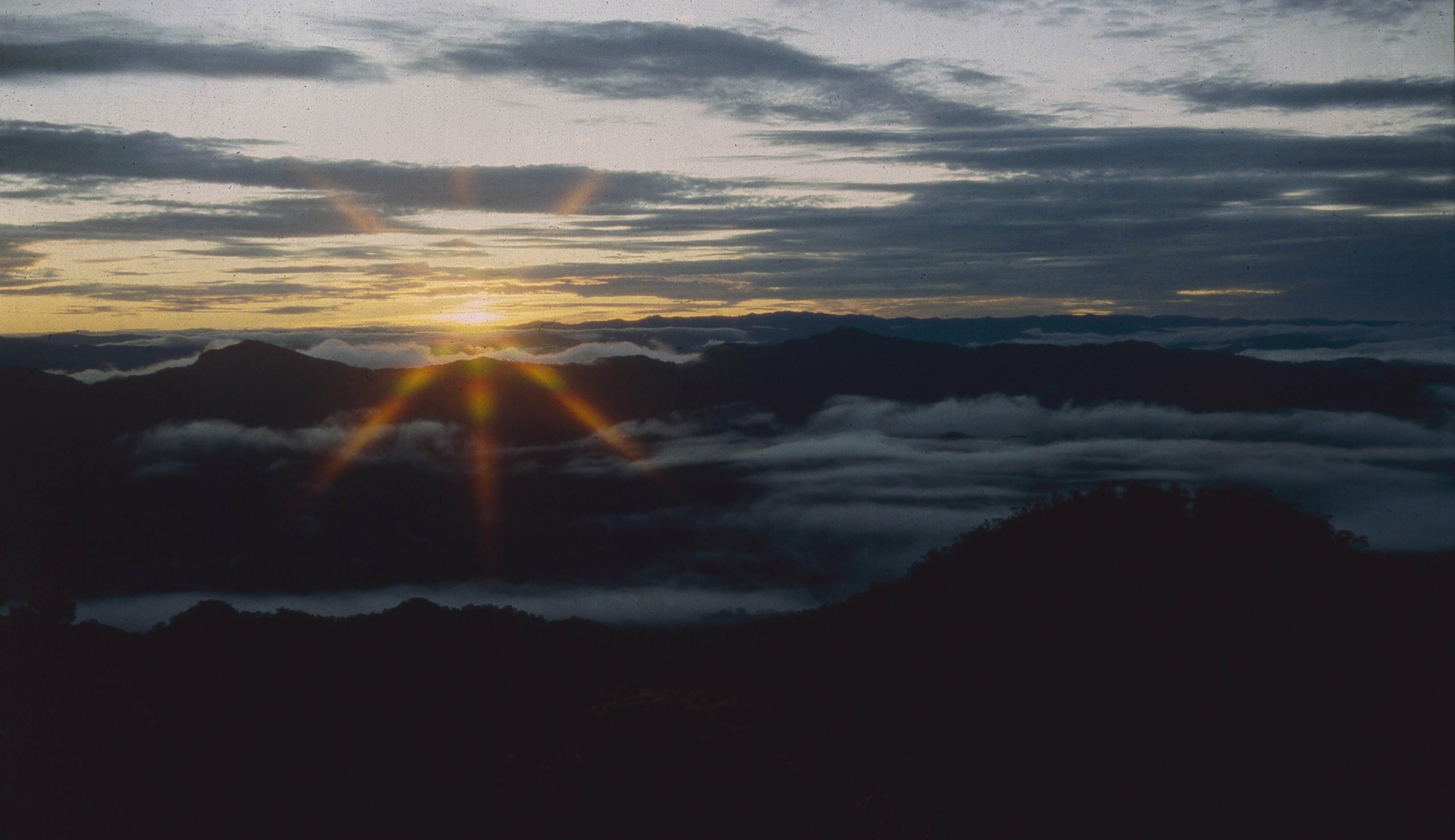
Букін-Пагон

### Узбережжя
Морське узбережжя неоднорідне, на північному сході лежить Брунейська затока з великою кількістю островів, на заході переважно пологий піщаний берег.

## Клімат
Територія Брунею лежить у екваторіальному кліматичному поясі. Цілий рік панують екваторіальні повітряні маси. Цілий рік спекотно, середньорічна температура 26,1 °C, сезонні коливання температури незначні, значно менші за добові. превалюють слабкі вітри, цілий рік надмірне зволоження, від 1500 до 2000 мм атмосферних опадів на рік, майже щодня по обіді йдуть дощі, часто зливи з грозами.  
| Клімат Брунею                                         | Клімат Брунею | Клімат Брунею | Клімат Брунею | Клімат Брунею | Клімат Брунею | Клімат Брунею | Клімат Брунею | Клімат Брунею | Клімат Брунею | Клімат Брунею | Клімат Брунею | Клімат Брунею | Клімат Брунею |
| Показник                                              | Січ.          | Лют.          | Бер.          | Квіт.         | Трав.         | Черв.         | Лип.          | Серп.         | Вер.          | Жовт.         | Лист.         | Груд.         | Рік           |
| Абсолютний максимум, °C                               | 33,9          | 35,3          | 38,3          | 37,6          | 36,4          | 35,5          | 35,           | 36,6          | 35,5          | 34,7          | 34,5          | 36,2          | 38,3          |
| Абсолютний мінімум, °C                                | 18,4          | 18,9          | 19,4          | 20,5          | 20,3          | 19,2          | 19,1          | 19,4          | 19,6          | 20,5          | 18,8          | 19,5          | 18,4          |
| Середня кількість сонячних годин на місяць            | 196           | 191           | 225           | 239           | 236           | 210           | 222           | 218           | 199           | 206           | 205           | 211           | 2558          |
| Днів з дощем                                          | 16            | 12            | 11            | 16            | 18            | 16            | 16            | 16            | 19            | 21            | 23            | 21            | 1555          |
| ----------------------------------------------------- | ------------- | ------------- | ------------- | ------------- | ------------- | ------------- | ------------- | ------------- | ------------- | ------------- | ------------- | ------------- | ------------- |
| Джерело: Всесвітня метеорологічна організація та NOAA |               |               |               |               |               |               |               |               |               |               |               |               |               |

Бруней є членом Всесвітньої метеорологічної організації (WMO), в країні ведуться систематичні спостереження за погодою.

## Внутрішні води
Загальні запаси відновлюваних водних ресурсів (ґрунтові і поверхневі прісні води) становлять 8,5 км³. Станом на 2012 рік в країні налічувалось 10 км² зрошуваних земель.

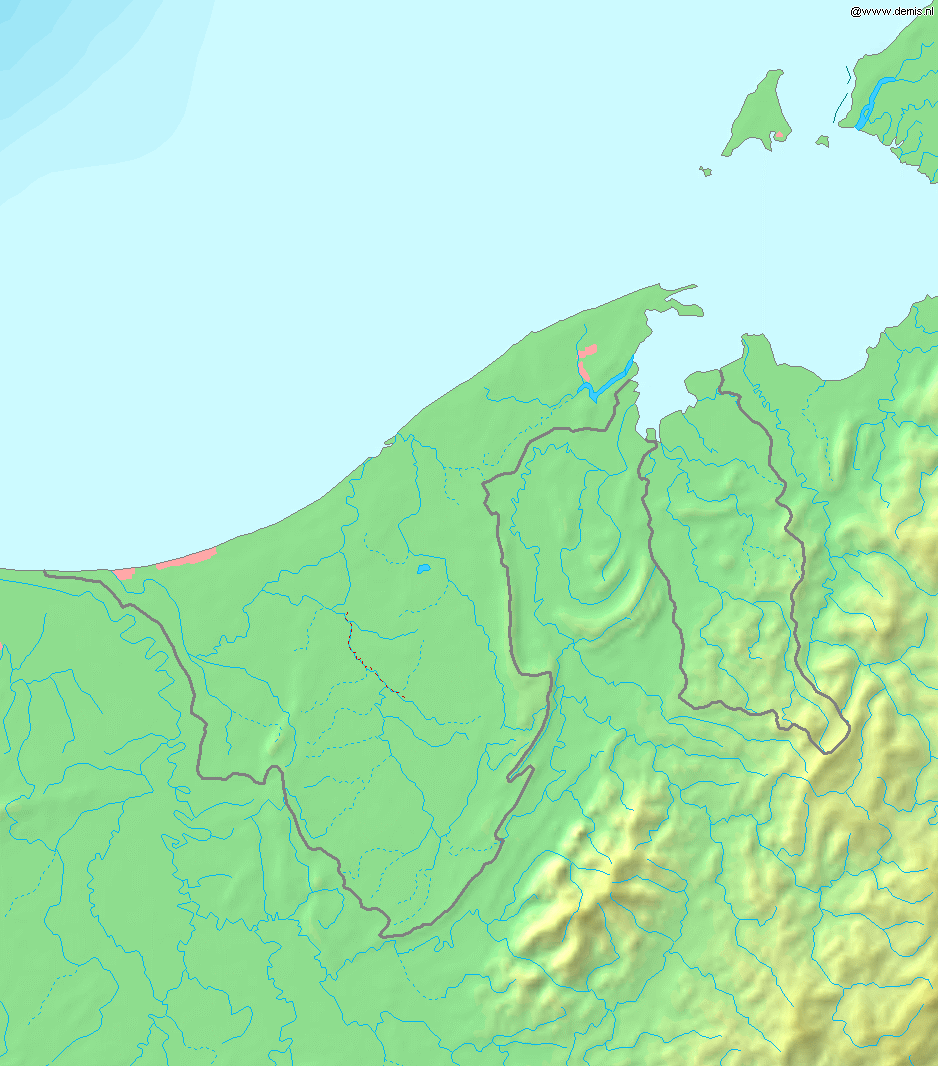
Гідрографічна мережа Брунею
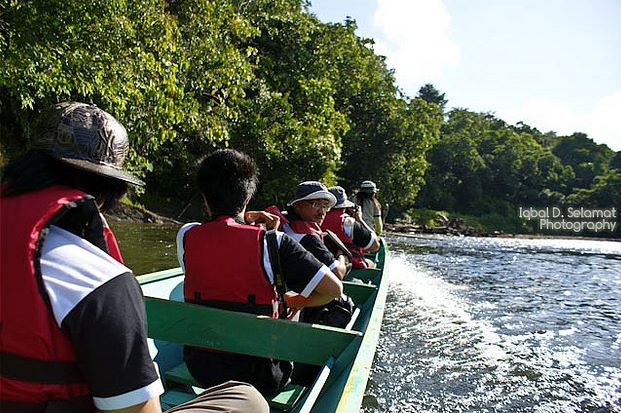
Річка Тембуронг
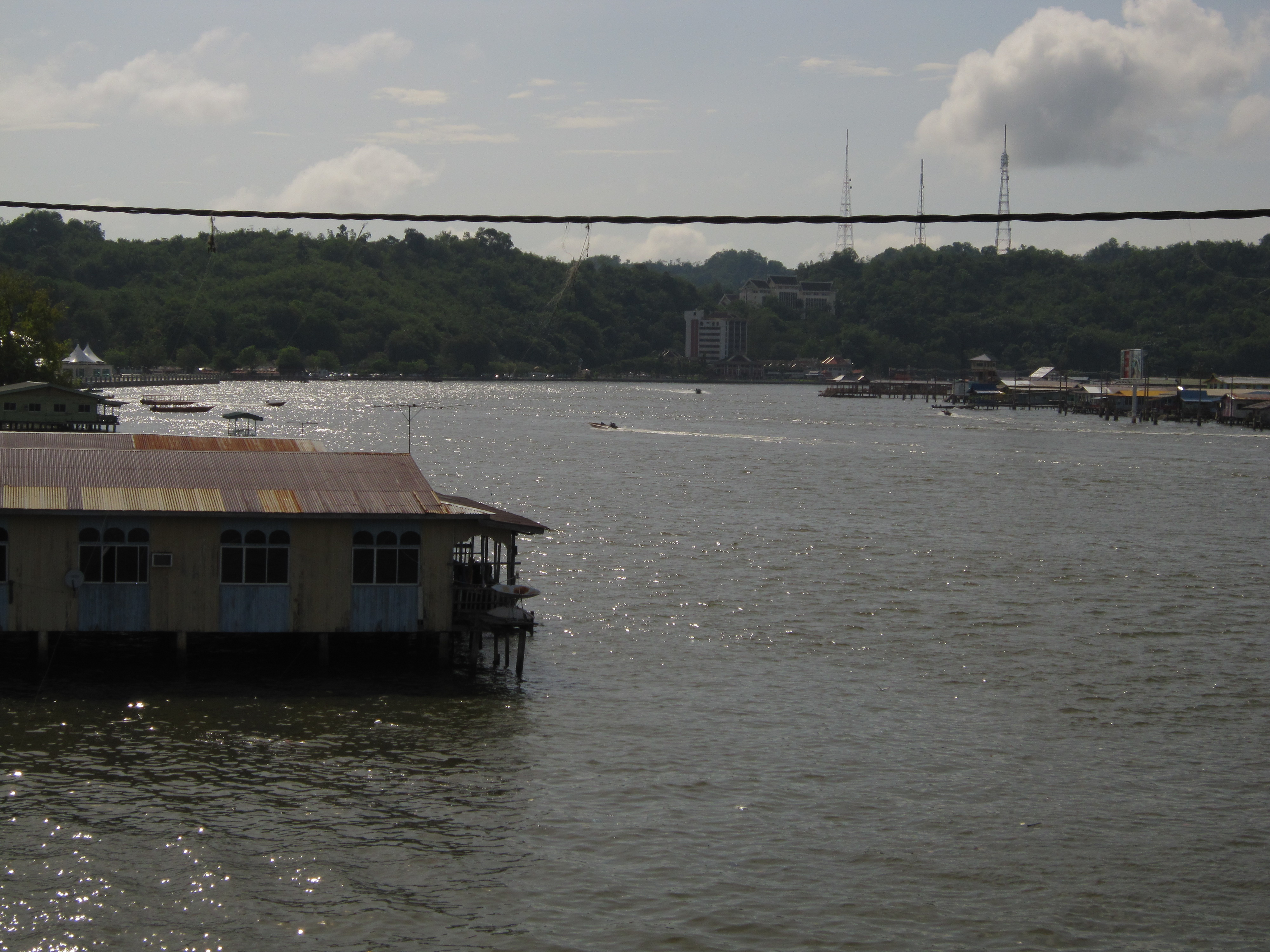
Річка Бруней

### Річки
Річки країни належать басейну Південнокитайського моря Тихого океану. У країні немає великих озер і річок. Найбільші річки: Бруней, Тудонг, Тембуронг, Белайт.

## Рослинність
Земельні ресурси Брунею (оцінка 2011 року):
- придатні для сільськогосподарського обробітку землі — 2,5 %,
  - орні землі — 0,8 %,
  - багаторічні насадження — 1,1 %,
  - землі, що постійно використовуються під пасовища — 0,6 %;
- землі, зайняті лісами і чагарниками — 71,8 %;
- інше — 25,7 %[1].

## Тваринний світ
Зоогеографічно територія країни належить до Зондської провінції Малайської підобласті Індо-малайської області.

## Охорона природи
Бруней є учасником ряду міжнародних угод з охорони навколишнього середовища:
- Конвенції про біологічне різноманіття (CBD),
- Рамкової конвенції ООН про зміну клімату (UNFCCC),
- Конвенції ООН про боротьбу з опустелюванням (UNCCD),
- Конвенції про міжнародну торгівлю видами дикої фауни і флори, що перебувають під загрозою зникнення (CITES),
- Базельської конвенції протидії транскордонному переміщенню небезпечних відходів,
- Конвенції з міжнародного морського права,
- Монреальського протоколу з охорони озонового шару,
- Міжнародної конвенції запобігання забрудненню з суден (MARPOL)[1].

## Стихійні лиха та екологічні проблеми
На території країни спостерігаються небезпечні природні явища і стихійні лиха: нечасті тайфуни, землетруси і повіді.
Серед екологічних проблем варто відзначити:
- сезонне задимлення й серпанок від лісових пожеж на індонезійській території острова Калімантан, де відбувається знищення вологих тропічних лісів на потреби плантацій олійної пальми.

## Фізико-географічне районування
У фізико-географічному відношенні територію Брунею можна розділити на _ райони, що відрізняються один від одного рельєфом, кліматом, рослинним покривом: .

### Українською
- Атлас світу / голов. ред. І. С. Руденко ; зав. ред. В. В. Радченко ; відп. ред. О. В. Вакуленко. — К. : ДНВП «Картографія», 2005. — 336 с. — ISBN 9666315467.
- Атлас. 7 клас. Географія материків і океанів / Укладачі О. Я. Скуратович, Н. І. Чанцева. — К. : ДНВП «Картографія», 2014.
- Бєлозоров С. Т. Географія материків. — К. : Вища школа, 1971. — 371 с.
- Барановська О. В. Фізична географія материків і океанів : навч. посіб. для студентів ВНЗ : [у 2 ч.]. — Н. : Ніжинський державний університет ім. Миколи Гоголя, 2013. — 306 с. — ISBN 978-617-527-106-3.
- Бруней // Гірничий енциклопедичний словник : [у 3-х тт.] / за ред. В. С. Білецького. — Д. : Східний видавничий дім, 2004. — Т. 3. — 752 с. — ISBN 966-7804-78-X.
- Дубович І. А. Країнознавчий словник-довідник. — 5-те вид., перероб. і доп. — К. : Знання, 2008. — 839 с. — ISBN 978-966-346-330-8.
- Панасенко Б. Д. Фізична географія материків : навч. посіб. : в 2 ч. — В. : ЕкоБізнесЦентр, 1999. — 200 с.
- Фізична географія материків та океанів : підруч. для студ. вищ. навч. закл. : у 2 т / за ред. П. Г. Шищенка. — К. : Видавництво Київського нац. ун-т ім. Т. Шевченка, 2009. — Т. 1. : Азія. — 643 с. — ISBN 978-966-439-257-7.
- Юрківський В. М. Регіональна економічна і соціальна географія. Зарубіжні країни: Підручник. — 2-ге. — К. : Либідь, 2001. — 416 с. — ISBN 966-06-0092-5.

### Англійською
- (англ.) Graham Bateman. The Encyclopedia of World Geography. — Andromeda, 2002. — 288 с. — ISBN 1871869587.